# Diego Rivarola
Diego Gabriel Rivarola Popón (né le 14 juillet 1976 à Mendoza en Argentine) est un joueur de football argentin.

## Biographie

### Débuts en Argentine
Rivarola est formé par les équipes jeunes du club argentin du Club Atlético River Plate, mais ne joue pas un seul match avec le club de Buenos Aires des Millionaires (surnom de River Plate).
Plus tard, il part jouer pour le Club Atlético Platense, où il joue en tout huit matchs de championnat.

### Universidad de Chile
En 1997, il est acheté par le club chilien du Club de Deportes Santiago Morning, avec qui il joue jusqu'en 2000, année où il part signer pour un autre club chilien, le Club de Fútbol Universidad de Chile. Avec les U, il joue en tout cinq ans (interrompus par une brève période au Mexique au CF Atlas en 2002), et reste dans les mémoires du club, populaire auprès des supporters de l'équipe bleue, surtout grâce à ses performances dans les Superclásicos contre Colo Colo. Avec l'Universidad de Chile, il remporte le championnat chilien de l'année 2000 et le Torneo Apertura 2004.
Au début de l'année 2006, après plusieurs conflits avec l'entraîneur de l'époque de l'Universidad de Chile, Héctor Pinto, il retourne en Argentine jouer avec l'Argentinos Juniors, mais échoue à s'imposer dans l'équipe de La Paternal (Argentinos Juniors).

### Suite de carrière
Après son expérience peu concluante à Buenos Aires, il part ensuite jouer au Venezuela dans l'équipe de l'Unión Atlético Maracaibo pendant quelques mois.
Vers le milieu de l'année 2007 et pour le Torneo Clausura 2007, il retourne au Chili mais cette fois pour jouer dans le club du Club Deportivo Palestino, où il évolue avec son ex-coéquipier chez les U, Luis Musrri.
Après avoir joué pour le Club de Deportes Santiago Morning, Rivarola retourne à l'Universidad de Chile et fait une apparition lors de la Copa Libertadores 2010.

## Palmarès
| Titre                                    | Club                 | Pays  | Année |
| ---------------------------------------- | -------------------- | ----- | ----- |
| Liga Chilena de Fútbol: Primera División | Universidad de Chile | Chili | 2000  |
| Torneo Apertura 2004                     | Universidad de Chile | Chili | 2004  |